# Max Band
Max Band (n. 21 august 1901, Kudirkos Naumiestis⁠(d), Šakiai District Municipality⁠(d), Lituania – d. 8 noiembrie 1974, Hollywood, California, SUA) a fost un artist evreu lituanian. S-a născut în Kudirkos Naumiestis ca fiul lui Abraham K. Band și al Anei Tumpowski (care s-a născut în Rusia).
A studiat la Berlin și a trăit la Paris o mare parte a vieții sale. Band s-a stabilit în California, Statele Unite în 1940 și a fost tatăl regizorului Albert Band, bunicul producătorului de film Charles Band și străbunicul cântărețului / compozitorului Alex Band. A murit la Hollywood.
În afară de pictură, Band a scris ghidul de artă History of Contemporary Art (1935).